# Shouf Shouf Habibi!
Shouf Shouf Habibi! (letterlijk vertaald: "Kijk kijk ‘mijn schatje’!") is een Nederlandse filmkomedie uit 2004 onder regie van Albert ter Heerdt met rollen voor onder anderen Mimoun Oaïssa en Najib Amhali. De internationale titel luidt Hush Hush Baby.
De film was de eerste multicultikomedie en een trendsetter in het Nederlandse filmklimaat. Ook zorgde de film voor wat opschudding, omdat deze door Marokkaanse jongeren werd opgeëist; zij vereenzelvigden zich vaak met de personages. Anderzijds was er vanuit Marokkaanse hoek ook veel kritiek. De film zou een negatief en clichématig beeld neerzetten van Marokkanen.

## Verhaal
Shouf Shouf Habibi gaat over een Marokkaanse familie die haar weg probeert te vinden in de Nederlandse samenleving. Ap is een jonge Marokkaan van rond de twintig jaar, die voor een moeilijke keuze staat. Enerzijds kan hij een modern Nederlands leven gaan leiden, een beetje poolen met z'n vrienden en dezelfde levensstijl als zijn zus overnemen. Anderzijds kan hij doen wat zijn vader zou willen: ‘serieus worden’, een goede baan vinden, en in Marokko een bruid uitzoeken. Zijn oudere broer en politieagent Sam, die een goed geïntegreerde Marokkaan in Nederland is, regelt een kantoorbaan in Buitenveldert voor hem, waar hij het precies één dag uithoudt. In plaats daarvan kiest Ap ervoor mee te doen aan een bankkraak met zijn vrienden. De bankkraak mislukt jammerlijk.
De moeder kent maar één zinnetje in het Nederlands: “Isj goed” en de vader spreekt helemaal geen Nederlands.
Intussen chanteert zijn kleine broertje Driss hun zus Leila en andere Marokkaanse schoolmeisjes met onder meer foto's van als de meisjes op school geen hoofddoek om hebben. Op school haalt hij slechte cijfers, terwijl zijn ouders van niets weten. Als zijn vader op school komt om het gedrag van Driss te bespreken, gaat Driss mee als tolk. Alles wat de docent vertelt over zijn slechte cijfers en gedrag vertaalt hij echter niet; in plaats daarvan vertelt hij dat de docent lovend over hem is. De truc wordt doorzien als een Marokkaanse schoonmaker het gesprek hoort en ingrijpt. 
Als Ap op een dag problemen lijkt te krijgen met het hedendaagse Nederlandse leven kiest hij ervoor om serieus te worden. Hij gaat naar Marokko om een bruid uit te zoeken.

## Rolverdeling
| Acteur                 | Personage         |
| ---------------------- | ----------------- |
| Mimoun Oaïssa          | Abdullah Bentarek |
| Salah Edinne Benmoussa | Ali Bentarek      |
| Zohra Slimani          | Khadija Bentarek  |
| Najib Amhali           | Samir Bentarek    |
| Iliass Ojja            | Driss Bentarek    |
| Tanja Jess             | Maja              |
| Frank Lammers          | Chris             |
| Touriya Haoud          | Leila Bentarek    |
| Mimoun Ouled Radi      | Rachid            |
| Mohammed Chaara        | Mustafa           |
| Leo Alkemade           | Robbie            |
| Winston Gerschtanowitz | Daan              |
| Tara Elders            | Britt             |
| Bridget Maasland       | Carlie            |
| Ahmed Kamal            | Youssef           |
| Martien Boerwinkel     | Geldloper         |

## Prijzen
- 2004 - Prijs van de Nederlandse filmkritiek op het Nederlands Film Festival.

## Televisieserie
Van januari 2006 tot juni 2009 was de VARA-serie Shouf Shouf! te zien. Ook hierin speelde Mimoun Oaïssa een van de hoofdrollen. De serie werd geregisseerd door Tim Oliehoek.